# Grand Prix Formule 1 van Brazilië 1992
De Grand Prix Formule 1 van Brazilië 1992 werd gehouden op 5 april 1992 in Interlagos.

## Uitslag
| Positie | Nr | Rijder               | Team                | Ronden | Tijd/Opgave         | Startplaats | Punten |
| ------- | -- | -------------------- | ------------------- | ------ | ------------------- | ----------- | ------ |
| 1       | 5  | Nigel Mansell        | Williams-Renault    | 71     | 1:36:51.856         | 1           | 10     |
| 2       | 6  | Riccardo Patrese     | Williams-Renault    | 71     | + 29.330            | 2           | 6      |
| 3       | 19 | Michael Schumacher   | Benetton-Ford       | 70     | + 1 Ronde           | 5           | 4      |
| 4       | 27 | Jean Alesi           | Ferrari             | 70     | + 1 Ronde           | 6           | 3      |
| 5       | 28 | Ivan Capelli         | Ferrari             | 70     | + 1 Ronde           | 11          | 2      |
| 6       | 9  | Michele Alboreto     | Arrows-Mugen-Honda  | 70     | + 1 Ronde           | 14          | 1      |
| 7       | 24 | Gianni Morbidelli    | Minardi-Lamborghini | 69     | + 2 Rondes          | 23          |        |
| 8       | 21 | Jyrki Järvilehto     | Dallara-Ferrari     | 69     | + 2 Rondes          | 16          |        |
| 9       | 30 | Ukyo Katayama        | Venturi-Lamborghini | 68     | + 3 Rondes          | 25          |        |
| 10      | 11 | Mika Häkkinen        | Lotus-Ford          | 67     | + 4 Rondes          | 24          |        |
| NF      | 15 | Gabriele Tarquini    | Fondmetal-Ford      | 62     | Motor               | 19          |        |
| NF      | 16 | Karl Wendlinger      | March-Ilmor         | 55     | Koppeling           | 9           |        |
| NF      | 23 | Christian Fittipaldi | Minardi-Lamborghini | 54     | Versnellingsbak     | 20          |        |
| NF      | 3  | Olivier Grouillard   | Tyrrell-Ilmor       | 52     | Motor               | 17          |        |
| NF      | 26 | Érik Comas           | Ligier-Renault      | 42     | Versnellingsbak     | 15          |        |
| NF      | 12 | Johnny Herbert       | Lotus-Ford          | 36     | Spin                | 26          |        |
| NF      | 25 | Thierry Boutsen      | Ligier-Renault      | 36     | Botsing             | 10          |        |
| NF      | 33 | Mauricio Gugelmin    | Jordan-Yamaha       | 36     | Versnellingsbak     | 21          |        |
| NF      | 20 | Martin Brundle       | Benetton-Ford       | 30     | Botsing             | 7           |        |
| NF      | 22 | Pierluigi Martini    | Dallara-Ferrari     | 24     | Koppeling           | 8           |        |
| NF      | 29 | Bertrand Gachot      | Venturi-Lamborghini | 23     | Ophanging           | 18          |        |
| NF      | 4  | Andrea de Cesaris    | Tyrrell-Ilmor       | 21     | Motor               | 13          |        |
| NF      | 1  | Ayrton Senna         | McLaren-Honda       | 17     | Motor               | 3           |        |
| NF      | 2  | Gerhard Berger       | McLaren-Honda       | 4      | Elektrisch probleem | 4           |        |
| NF      | 10 | Aguri Suzuki         | Arrows-Mugen-Honda  | 2      | Motor               | 22          |        |
| NF      | 32 | Stefano Modena       | Jordan-Yamaha       | 1      | Versnellingsbak     | 12          |        |
| NQ      | 14 | Andrea Chiesa        | Fondmetal-Ford      |        |                     |             |        |
| NQ      | 17 | Paul Belmondo        | March-Ilmor         |        |                     |             |        |
| NQ      | 7  | Eric van de Poele    | Brabham-Judd        |        |                     |             |        |
| NQ      | 8  | Giovanna Amati       | Brabham-Judd        |        |                     |             |        |
| PQ      | 34 | Roberto Moreno       | Andrea Moda-Judd    |        |                     |             |        |

## Wetenswaardigheden
- Roberto Moreno wist zich niet te kwalificeren voor Andrea Moda. Zijn teamgenoot Perry McCarthy mocht niet deelnemen omdat hij geen superlicentie had gekregen. Oorspronkelijke rijders Alex Caffi en Enrico Bertaggia waren al opgestapt bij het team.
- McLaren reed voor het eerst met het nieuwe chassis, maar beide wagens vielen uit.

## Statistieken
| Pole-position | Nigel Mansell    | Williams-Renault | 1:15.703 |
| Snelste ronde | Riccardo Patrese | Williams-Renault | 1:19.940 |

## Noot
- Dit was de vijfhonderdste Grand Prix-start voor een Britse coureur.

1972 · 1973 · 1974 · 1975 · 1976 · 1977 · 1978 · 1979 · 1980 · 1981 · 1982 · 1983 · 1984 · 1985 · 1986 · 1987 · 1988 · 1989 · 1990 · 1991 · 1992 · 1993 · 1994 · 1995 · 1996 · 1997 · 1998 · 1999 · 2000 · 2001 · 2002 · 2003 · 2004 · 2005 · 2006 · 2007 · 2008 · 2009 · 2010 · 2011 · 2012 · 2013 · 2014 · 2015 · 2016 · 2017 · 2018 · 2019